# Pavel Lebedev-Lastochkin

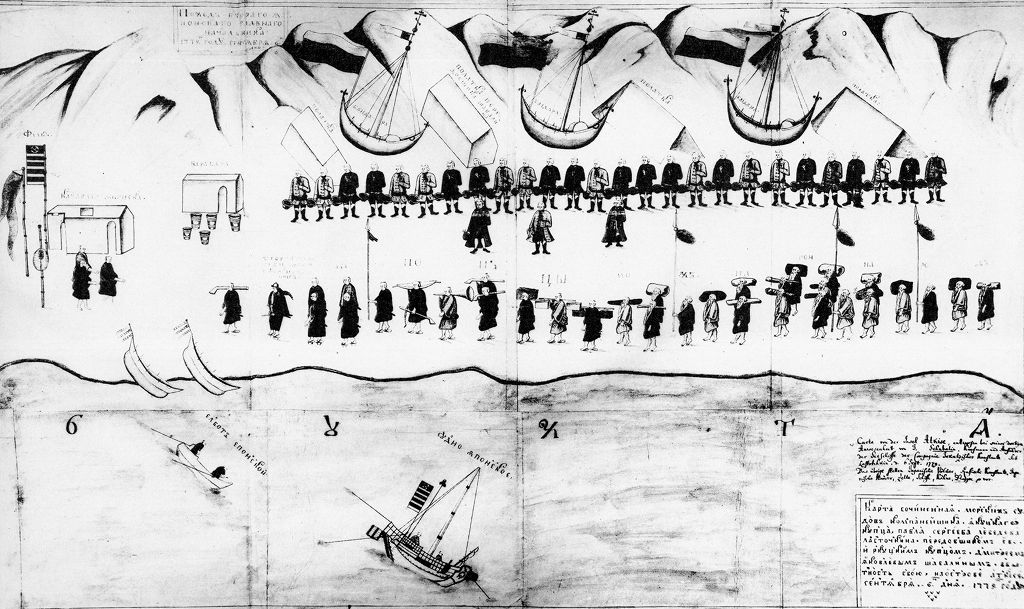
Russos de Pavel Lebedev-Lastochkin, com o seu navio que havia sido empurrado para o interior do mar após o tsunami their ships tossed inland by the tsunami, Japão, 1779.

Pavel Lebedev-Lastochkin (em russo: Павел Сергеевич Лебедев-Ласточкин) foi um comerciante russo de Yakutsk que, no final do século XVIII, se tornou num dos primeiros russos a ter contato com o Japão. O governo tinha a esperança de contar com os esforços dos comerciantes privados e ajudá-los a abrir o Japão. Um custo muito menor para o governo do que se tivessem enviado emissários oficiais ou militares para o país. 
Latoschkin ofereceu-se para a missão, procurando lucros e bens comerciais japoneses ou peles de Hokkaido. A sua primeira tentativa fracassou totalmente quando seu navio afundou no mar de Okhotsk. Contudo, juntamente com um outro comerciante chamado Grigory Shelikhov , foi-lhe concedido o monopólio sobre o comércio das ilhas Curilas. O plano era navegar para Uruppu, uma das ilhas, com uma equipa de expedição e cerca de 40 colonos. Eles teriam criado uma pequena colónia perto de Uruppu, e tentar persuadir alguns Ainus para orientá-los ao Japão. Porém, pela segunda vez, a expedição falhou, pelo que após atingir Uruppu no verão de 1775, o seu navio afundou numa tempestade.
Latoschkin tentou mais uma vez, mas desta trouxe um número de navios extras. Em 1778, e, pela primeira vez, a expedição contou com senhores do clã Matsumae, os responsáveis japoneses das fronteiras do norte. Desacordos entre os dois lados impediram o sucesso da expedição e Latoschkin retorna para Uruppu para planear o seu próximo passo.
Em 1779, um terremoto provocou um enorme tsunami destruindo o navio russo. Finalmente, Latoschkin convenceu-se a desistir de procurar comércio com o Japão. Apesar das suas tentativas falhadas, o comerciante foi dos primeiros, se não o primeiro russo a entender japonês, no Japão a um nível avançado.